# Jaroslav
Jaroslav je moško osebno ime.

## Izvor imena
Jaroslav je ime slovanskega izvora, zloženo iz pridevnika jarь v pomenu besede »močan, buren« in slav v pomenu »slaven«, ki je pogosta sestavina slovanskih imen. Ime Jaroslav je zlasti pogost na Češkem in Slovaškem.

## Različice imena
- moške različice: Jaran, Jarda, Jare, Jarko, Jaro, Jaromil, Jaromir, Jaromirek, Jaroslav, Janoš, Jaroš, Slavko
- ženske različice: Jara, Jarinka, Jarmila, Jaromila, Jaromira, Jaroslava, Slava, Slavica, Slavka

## Tujejezikovne različice imena
- pri Čehih, Slovakih: Jaroslav
- pri Madžarih: Jaroszlav
- pri Poljakih: Jarosław
- pri Rusih, Ukrajincih: Ярослав (Jaroslav)

## Pogostost imena
Po podatkih Statističnega urada Republike Slovenije je bilo na dan 31. decembra 2007 v Sloveniji število moških oseb z imenom Jaroslav: 76.

## Osebni praznik
V koledarju se ime Jaroslav in njegove različice uvrščajo k imenu Verijan, ki goduje 9. avgusta (Verijan, mučenec).

## Znane osebe
- Jaroslav Hašek, češki pisatelj
- Jaroslav Sakala, češki smučarski skakalec